# Объекты культурного наследия федерального значения на территории Ярославля
Объект культурного наследия России (памятники истории и культуры) федерального (общероссийского) значения на территории города Ярославля.
Документы о включении памятника истории и культуры в реестр:
- 1960 — Постановление «О дальнейшем улучшении дела охраны памятников культуры в РСФСР» № 1327  / Совет Министров РСФСР. — 1960. — 30 августа.
- 1975 — Постановление Совета Министров РСФСР «О дополнении и частичном изменении постановления Совета Министров РСФСР от 30 августа 1960 г. № 1327 „О дальнейшем улучшении дела охраны памятников культуры в РСФСР“» от 4 декабря 1974 г. № 624
- 1995 — Указ Президента Российской Федерации от 20 февраля 1995 года № 176 «Об утверждении Перечня объектов исторического и культурного наследия федерального (общероссийского) значения»

Цвета в таблице обозначают:
| Цвет | Типология                           |
| ---- | ----------------------------------- |
|      | памятники археологии                |
|      | памятники архитектуры               |
|      | памятники истории                   |
|      | памятники монументального искусства |

## Перечень
| Код и ссылка на Викисклад | Объект | Дата постройки                                                    | Адрес                                                                                        | Чем занят | Год включения в реестр | Изображение                                                                            |
| ------------------------- | --- | ----------------------------------------------------------------- | -------------------------------------------------------------------------------------------- | --- | ---------------------- | -------------------------------------------------------------------------------------- |
| 7610001000 Викисклад      | Городище «Стрелка» — место основания Ярославля                                                                 | XI—XVII вв.                                                       | Рубленый город (в границах Волжского спуска, Волжской наб., Которосльной наб., Почтовой ул.) | храмы, жилые и административные здания, спортивные сооружения, музей, прогулочная зона                                                                                     | 1960                   | Легендарное место основания Ярославля (знак).                                          |
| 7610002000 Викисклад      | Здание Благородного пансиона                                                                                   | 1843 г., 2-я пол. XIX в.                                          | Андропова ул., 1                                                                             | административное здание | 1995                   |                                                                                        |
| 7610003000 Викисклад      | Дом вице-губернатора и здание губернской земской управы                                                        | 1784—1787, 1899, 1900                                             | Андропова ул., 6 / Нахимсона ул., 7                                                          | городские мэрия, муниципалитет, избирком, ЗАГС, архитектор, центр гражданской защиты                                                                                       | 1995 (раздельно)       |                                                                                        |
| 7610004000 Викисклад      | Дом призрения ближнего                                                                                         | 1785-1787, архитектор И. М. Левенгаген                            | Андропова ул., 10 / Кирова ул., 8                                                            | Физический факультет Ярославского государственного университета им. П. Г. Демидова; кафе; магазины. В здании располагался военный госпиталь Отечественной войны 1812 года. | 1995                   |                                                                                        |
| 7610005000 Викисклад      | Спасо-Преображенский монастырь. Комплекс включает следующие здания:                                            |                                                                   | Богоявленская пл., 25                                                                        | Ярославский государственный историко-архитектурный и художественный музей-заповедник                                                                                       | 1960                   | Вид на бывший Спасо-Преображенский монастырь, на территории которого расположен музей. |
| 7610005001                | * Баня | 1824                                                              | Богоявленская пл., 25                                                                        | Ярославский государственный историко-архитектурный и художественный музей-заповедник                                                                                       | 1960                   |                                                                                        |
| 7610005002                | * Водяные ворота                                                                                               | 1-я треть XVII в.                                                 | Богоявленская пл., 25                                                                        | Ярославский государственный историко-архитектурный и художественный музей-заповедник                                                                                       | 1960                   |                                                                                        |
| 7610005003                | * Дом ризничего                                                                                                | 1860                                                              | Богоявленская пл., 25                                                                        | Ярославский государственный историко-архитектурный и художественный музей-заповедник                                                                                       | 1960                   |                                                                                        |
| 7610005004 Викисклад      | * Звонница с церковью Богоматери Печерской                                                                     | XVI-XVII вв., 1808—1809 гг., 1823—1824 гг.                        | Богоявленская пл., 25                                                                        | Ярославский государственный историко-архитектурный и художественный музей-заповедник                                                                                       | 1960                   |                                                                                        |
| 7610005005                | * Кельи (северо-восточный корпус)                                                                              | 1670-е, 1690-е                                                    | Богоявленская пл., 25                                                                        | Ярославский государственный историко-архитектурный и художественный музей-заповедник                                                                                       | 1960                   |                                                                                        |
| 7610005006                | * Кельи у западных ворот (северный корпус)                                                                     | 1808                                                              | Богоявленская пл., 25                                                                        | Ярославский государственный историко-архитектурный и художественный музей-заповедник                                                                                       | 1960                   |                                                                                        |
| 7610005007                | * Кельи у западных ворот (южный корпус)                                                                        | 2-я пол. XVIII в., 1808-1809 гг.                                  | Богоявленская пл., 25                                                                        | Ярославский государственный историко-архитектурный и художественный музей-заповедник                                                                                       | 1960                   |                                                                                        |
| 7610005008                | * Корпус «на погребах»                                                                                         | 1780-е                                                            | Богоявленская пл., 25                                                                        | Ярославский государственный историко-архитектурный и художественный музей-заповедник                                                                                       | 1960                   |                                                                                        |
| 7610005009                | * Хозяйственный корпус у Угличской башни                                                                       | кон. XVIII в.                                                     | Богоявленская пл., 25                                                                        | Ярославский государственный историко-архитектурный и художественный музей-заповедник                                                                                       | 1960                   |                                                                                        |
| 7610005010                | * Хозяйственный корпус у Михайловской башни                                                                    | 1809                                                              | Богоявленская пл., 25                                                                        | Ярославский государственный историко-архитектурный и художественный музей-заповедник                                                                                       | 1960                   |                                                                                        |
| 7610005011                | * Ризница | 1816-1817                                                         | Богоявленская пл., 25                                                                        | Ярославский государственный историко-архитектурный и художественный музей-заповедник                                                                                       | 1960                   |                                                                                        |
| 7610005012 Викисклад      | * Святые ворота с церковью Введения                                                                            | 1516, 1621, 1810                                                  | Богоявленская пл., 25                                                                        | Ярославский государственный историко-архитектурный и художественный музей-заповедник                                                                                       | 1960                   |                                                                                        |
| 7610005013                | * Семинарский корпус                                                                                           | кон. XVII в., XVIII в., 1897 г.,                                  | Богоявленская пл., 25                                                                        | Ярославский государственный историко-архитектурный и художественный музей-заповедник                                                                                       | 1960                   |                                                                                        |
| 7610005014 Викисклад      | * Спасо-Преображенский собор                                                                                   | 1506-1516 гг., XVII в                                             | Богоявленская пл., 25                                                                        | Ярославский государственный историко-архитектурный и художественный музей-заповедник                                                                                       | 1960                   |                                                                                        |
| 7610005015                | * Стены | XVII в., XIX в.                                                   | Богоявленская пл., 25                                                                        | Ярославский государственный историко-архитектурный и художественный музей-заповедник                                                                                       | 1960                   |                                                                                        |
| 7610005015                | * Богородицкая башня                                                                                           | 1623                                                              | Богоявленская пл., 25                                                                        | Ярославский государственный историко-архитектурный и художественный музей-заповедник                                                                                       | 1960                   |                                                                                        |
| 7610005015                | * Богоявленская башня                                                                                          | 1804                                                              | Богоявленская пл., 25                                                                        | Ярославский государственный историко-архитектурный и художественный музей-заповедник                                                                                       | 1960                   |                                                                                        |
| 7610005015                | * Михайловская башня                                                                                           | 1803                                                              | Богоявленская пл., 25                                                                        | Ярославский государственный историко-архитектурный и художественный музей-заповедник                                                                                       | 1960                   |                                                                                        |
| 7610005015                | * Угличская башня                                                                                              | 1630-е                                                            | Богоявленская пл., 25                                                                        | Ярославский государственный историко-архитектурный и художественный музей-заповедник                                                                                       | 1960                   |                                                                                        |
| 7610005016                | * Трапезная с церковью Рождества Христова (Крестовой) и с настоятельскими покоями                              | 1-я треть XVI в., кон. XVI в., 1-я пол. XVII в., 1809 г., 1890 г. | Богоявленская пл., 25                                                                        | Ярославский государственный историко-архитектурный и художественный музей-заповедник                                                                                       | 1960                   | Крестовая церковь                                                                      |
| 7610005017 Викисклад      | * Церковь Ярославских Чудотворцев (Входа Господня в Иерусалим)                                                 | 1617-1618 гг., XVII—XVIII вв., 1825—1831 гг., арх. П. Я. Паньков  | Богоявленская пл., 25                                                                        | Ярославский государственный историко-архитектурный и художественный музей-заповедник                                                                                       | 1960                   | Церковь ярославских чудотворцев                                                        |
| 7610005018                | * Трифоновская часовня                                                                                         | 1830                                                              | Богоявленская пл., 25                                                                        | Ярославский государственный историко-архитектурный и художественный музей-заповедник                                                                                       | 1960                   | Трифоновская часовня                                                                   |
| 7610006000 Викисклад      | Комплекс церкви Богоявления                                                                                    |                                                                   | Богоявленская пл., 12                                                                        | Ярославский государственный историко-архитектурный и художественный музей-заповедник, используется и Ярославской и Ростовской епархией                                     | 1960                   |                                                                                        |
| 7610006002                | * Церковь Богоявления                                                                                          | 1684-1697, 1780, 1830                                             | Богоявленская пл., 12                                                                        | Ярославский государственный историко-архитектурный и художественный музей-заповедник, используется и Ярославской и Ростовской епархией                                     | 1960                   |                                                                                        |
| 7610006001                | * Сторожка | 1821                                                              | Богоявленская пл., 12                                                                        | Ярославский государственный историко-архитектурный и художественный музей-заповедник, используется и Ярославской и Ростовской епархией                                     | 1960                   |                                                                                        |
| 7610007000 Викисклад      | Волжская (Арсенальная) башня                                                                                   | 1658-1669, 1842                                                   | Волжская наб., 2а                                                                            | | 1960                   |                                                                                        |
| 7610008000 Викисклад      | Беседка | 1820-е — 1840-е                                                   | Волжская наб., напротив дома 27                                                              | | 1960                   |                                                                                        |
| 7610009000 Викисклад      | Памятник Н. А. Некрасову                                                                                       | 1958, ск. Г. И. Мотовилов, арх. Л. М. Поляков                     | Волжская наб. / Первомайская ул.                                                             | | 1960                   |                                                                                        |
| 7610010000 Викисклад      | Митрополичьи палаты                                                                                            | 1670-е — 1680-е                                                   | Волжская наб., 1                                                                             | Отдел древнерусского искусства Ярославского художественного музея | 1960                   |                                                                                        |
| 7610011000                | Дом Общества врачей                                                                                            | кон. XVII в., нач. XVIII в., 1820-е годы                          | Волжская наб., 15                                                                            | Прежде родильное отделение больницы, сейчас частная собственность | 1960, 1995             |                                                                                        |
| 7610012000 Викисклад      | храмовый комплекс                                                                                              |                                                                   | Волжская наб., 51, 51/2                                                                      | |                        |                                                                                        |
| 7610012001                | * Церковь Благовещения                                                                                         | 1670-1688 гг., 1702 г., сер. XVIII в.                             | Волжская наб., 51                                                                            | Ярославский государственный историко-архитектурный и художественный музей-заповедник (храм всегда на замке)                                                                | 1960                   |                                                                                        |
| 7610013000 Викисклад      | Здание городского театра                                                                                       | 1911, архитектор Н. А. Спирин, 1960-е                             | Волкова пл., 1                                                                               | Российский академический театр драмы им. Ф. Волкова | 1995                   |                                                                                        |
| 7610014000                | Торговое здание Соколова                                                                                       | кон. XVIII в., XIX в.                                             | Депутатский пер., 5                                                                          | торговый центр | 1995                   |                                                                                        |
| 7610015000 Викисклад      | Церковь Иоанна Предтечи в Толчкове                                                                             | 1690-е, 1875—1876                                                 | 2-я Закоторосльная наб., 69                                                                  | Ярославский государственный историко-архитектурный и художественный музей-заповедник (храм заперт)                                                                         | 1960                   |                                                                                        |
| 7610015004                | * церковь | 1671—1687, 1750, 1792—1794                                        | 2-я Закоторосльная наб., 69                                                                  | Ярославский государственный историко-архитектурный и художественный музей-заповедник (храм заперт)                                                                         | 1960                   |                                                                                        |
| 7610016000                | Дом Корытова                                                                                                   | кон. XVII — нач. XVIII вв.                                        | Зеленцовская ул., 7                                                                          | жилой дом | 1960                   |                                                                                        |
| 7610017000 Викисклад      | Дом Патеревского                                                                                               | кон. XVII — нач. XVIII вв.                                        | Зеленцовская ул., 15                                                                         | не используется | 1995                   |                                                                                        |
| 7610018000 Викисклад      | храмовый комплекс                                                                                              |                                                                   | Кедрова ул., 1                                                                               | Ярославский государственный историко-архитектурный и художественный музей-заповедник                                                                                       | 1960                   |                                                                                        |
| 7610018002                | * Церковь Рождества Христова                                                                                   | 1650-е — 1660-е гг.                                               | Кедрова ул., 1                                                                               | Ярославский государственный историко-архитектурный и художественный музей-заповедник                                                                                       | 1960                   |                                                                                        |
| 7610018001                | * Церковь-колокольня мучеников Гурия, Самона и священномученика Авива                                          | 1636-1644, 1750-е, 1831—1832                                      | Кедрова ул., 1                                                                               | Ярославский государственный историко-архитектурный и художественный музей-заповедник                                                                                       | 1960                   |                                                                                        |
| 7610019000                | Дом причта церквей Рождества Христова и Сретения                                                               | 1780-е                                                            | Кирова ул., 4                                                                                | офисы | 1995                   |                                                                                        |
| 7610020000 Викисклад      | Дом Салтыкова (Коммунальный банк)                                                                              | 1796, 1825, 1907                                                  | Комсомольская ул., 3 / Торговый пер., 4                                                      | Экономический факультет Ярославского государственного университета им. П. Г. Демидова; рестораны, кафе; магазин                                                            | 1995                   |                                                                                        |
| 7610021000                | Здание Государственного банка                                                                                  | 1929—1936, арх. И. И. Князев                                      | Комсомольская ул., 7                                                                         | Рег. управление Банка России | 1995                   |                                                                                        |
| 7610022000 Викисклад      | Усадьба Сорокина (Викулина)                                                                                    |                                                                   | Кооперативная ул., 12а, 12б                                                                  | | 1995                   |                                                                                        |
| 7610022001                | * жилой дом | сер. XVIII в., нач. XIX в.                                        | Кооперативная ул., 12а                                                                       | учебное заведение | 1995                   |                                                                                        |
| 7610022002                | * флигель | сер. XVIII в.                                                     | Кооперативная ул., 12б                                                                       | жилой дом, идёт реконструкция под офисы | 1995                   |                                                                                        |
| 7610023000 Викисклад      | Дом Чарышникова (костел)                                                                                       | сер. XVIII — 2-я пол. XIX вв.                                     | Кооперативная ул., 19                                                                        | пустует и разрушается | 1995                   |                                                                                        |
| 7610024000 Викисклад      | Церковь Спаса на Городу                                                                                        | 1672, 1694                                                        | Почтовая ул., 3 / Которосльная наб., 10                                                      | Русская православная церковь | 1960                   |                                                                                        |
| 7610025000 Викисклад      | Церковь Николая Чудотворца в Рубленом городе                                                                   | 1695 г.                                                           | Которосльная наб., 8                                                                         | пустует | 1960                   |                                                                                        |
| 7610026000 Викисклад      | Здание бывшей духовной консистории                                                                             | 1815, арх. А. Л. Руска, 1858                                      | Богоявленская пл., 14 / Которосльная наб., 20                                                | Ярославское епархиальное управление | 1960                   |                                                                                        |
| 7610027000 Викисклад      | Ансамбль духовной семинарии                                                                                    | 1860-е — 1870-е                                                   |                                                                                              | Ярославский государственный педагогический университет им. К. Д. Ушинского                                                                                                 | 1995                   |                                                                                        |
| 7610027001                | * северный корпус                                                                                              | 1860-е — 1870-е                                                   | Которосльная наб., 44                                                                        | * Институт педагогики и психологии, Факультет повышения квалификации и профессиональной переподготовки кадров и Факультет социального управления                           | 1995                   |                                                                                        |
| 7610027002                | * южный корпус                                                                                                 | 1860-е — 1870-е                                                   | Которосльная наб., 46                                                                        | * Естественно-географический факультет | 1995                   |                                                                                        |
| 7610028000                | Памятник В. И. Ленину                                                                                          | 1939, ск. В. В. Козлов, арх. С. В. Капачинский                    | Красная пл.                                                                                  | | 1960                   |                                                                                        |
| 7610029000 Викисклад      | Пожарное депо                                                                                                  | 1911, арх. Г. В. Саренко                                          | Красная пл., 8                                                                               | МЧС России | 1995                   |                                                                                        |
| 7610030000                | Семёновский мост                                                                                               | 1820-е, 1913, арх. Н. Ю. Лермонтов                                | Красный съезд / Волжская наб.                                                                | | 1960                   |                                                                                        |
| 7610031000                | Дом Кудасова                                                                                                   | кон. XVII — нач. XIX вв.                                          | Красный съезд, 4а                                                                            | жилой дом | 1960                   |                                                                                        |
| 7610032000                | Клуб «Гигант»                                                                                                  | 1932-1934, арх. И. И. Князев                                      | Ленина просп., 27 / Октября просп., 48                                                       | Дворец молодёжи | 1995                   |                                                                                        |
| 7610033000                | Дом аптекаря Дурова                                                                                            | сер. XVIII в.                                                     | Максимова ул., 8а                                                                            | магазины, офисы | 1995                   |                                                                                        |
| 7610034000 Викисклад      | Ансамбль кадетского корпуса                                                                                    | кон. XVIII — кон. XIX вв.                                         | Московский просп., 28                                                                        | Ярославское высшее зенитное ракетное училище противовоздушной обороны | 1995                   |                                                                                        |
| 7610034001                | * главный (восточный) корпус                                                                                   | кон. XVIII — нач. XIX вв.                                         | Московский просп., 28                                                                        | Ярославское высшее зенитное ракетное училище противовоздушной обороны | 1995                   |                                                                                        |
| 7610034002                | * северный корпус                                                                                              | 1810                                                              | Московский просп., 28                                                                        | Ярославское высшее зенитное ракетное училище противовоздушной обороны | 1995                   |                                                                                        |
| 7610034003                | * северо-западный корпус                                                                                       | 1793                                                              | Московский просп., 28                                                                        | Ярославское высшее зенитное ракетное училище противовоздушной обороны | 1995                   |                                                                                        |
| 7610034004                | * центральный корпус                                                                                           | 1830                                                              | Московский просп., 28                                                                        | Ярославское высшее зенитное ракетное училище противовоздушной обороны | 1995                   |                                                                                        |
| 7610034005                | * южный корпус                                                                                                 | 1805                                                              | Московский просп., 28                                                                        | Ярославское высшее зенитное ракетное училище противовоздушной обороны | 1995                   |                                                                                        |
| 7610034006                | * западная стена с башнями                                                                                     | кон. XIX в.                                                       | Московский просп., 28                                                                        | Ярославское высшее зенитное ракетное училище противовоздушной обороны | 1995                   |                                                                                        |
| 7610034007                | * Церковь Петра и Павла                                                                                        | 1828                                                              | Московский просп., 28                                                                        | Ярославское высшее зенитное ракетное училище противовоздушной обороны | 1995                   |                                                                                        |
| 7610035000                | Ансамбль жандармских казарм                                                                                    |                                                                   | Московский просп., 55, 55б                                                                   | административные здания | 1995                   |                                                                                        |
| 7610035001                | * северный корпус                                                                                              | 1840-е гг., 2-я пол. XIX в., 1910-е гг.                           | Московский просп., 55                                                                        | административные здания | 1995                   |                                                                                        |
| 7610035002                | * южный корпус (пожарное депо; конюшня) Архивная копия от 5 октября 2016 на Wayback Machine                    | кон. XVIII — нач. XIX вв., 1910-е гг.                             | Московский просп., 55б                                                                       | административные здания | 1995                   |                                                                                        |
| 7610036000 Викисклад      | Церковь Николая Чудотворца (Николы Надеина)                                                                    | 1620-1622, 1695, 1836, 1873                                       | Народный пер., 2а                                                                            | Ярославский государственный историко-архитектурный и художественный музей-заповедник                                                                                       | 1960                   |                                                                                        |
| 7610037000                | Ансамбль старого гостиного двора                                                                               |                                                                   | Нахимсона ул., 15, 16, 17, 18                                                                | | 1995                   |                                                                                        |
| 7610037001                | * корпус | 1780-e                                                            | Нахимсона ул., 18                                                                            | административное здание | 1995                   |                                                                                        |
| 7600129000                | * жилой дом с лавками старого гостиного двора                                                                  | 1780-е, 1860-е, 1880-е                                            | Нахимсона ул., 16                                                                            | жилой дом, магазины | 1995                   |                                                                                        |
| 7610037002                | * корпус | 1780-е — 1790-е                                                   | Нахимсона ул., 17                                                                            | магазины | 1995                   |                                                                                        |
| 7610038000                | храмовый комплекс                                                                                              |                                                                   | Большая Октябрьская ул., 41                                                                  | | 1960                   |                                                                                        |
| 7610038002 Викисклад      | * Церковь Димитрия Солунского                                                                                  | 1671-1673 гг., 1700 г., 1-я треть XIX в.                          | Большая Октябрьская ул., 41                                                                  | Передан РПЦ, доступа внутрь нет | 1960                   |                                                                                        |
| 7610039000 Викисклад      | Усадьба Полетаева                                                                                              | кон. XIX в.                                                       | Собинова ул., 49, 51, 53 / Большая Октябрьская ул., 42                                       | | 1995                   |                                                                                        |
| 7610039001                | * главный дом                                                                                                  | 1867, 1894—1896                                                   | Собинова ул., 53 / Большая Октябрьская ул., 42                                               | УФМС, РУВД | 1995                   |                                                                                        |
| 7610039002                | * восточный флигель                                                                                            | 1867-1870-е                                                       | Собинова ул., 51                                                                             | жилой дом | 1995                   |                                                                                        |
| 7610039003                | * северный флигель                                                                                             | 1867-1870-е                                                       | Собинова ул., 49                                                                             | жилой дом | 1995                   |                                                                                        |
| 7610040000 Викисклад      | Усадьба Сорокина                                                                                               | 1-я пол. XVIII — нач. XIX вв.                                     | Большая Октябрьская ул., 48, 48а                                                             | на реконструкции | 1995                   |                                                                                        |
| 7610041000                | Ансамбль Малой Ярославской мануфактуры (Николо-Мокринские казармы)                                             | 1-я пол. XVIII, кон. XIX вв.                                      | Большая Октябрьская ул., 65, 67а                                                             | руины | 1995                   |                                                                                        |
| 7610041001                | * конюшни | 1840-е, 1890-е                                                    | Большая Октябрьская ул., 65, лит. Б                                                          | руины | 1995                   |                                                                                        |
| 7610041002                | * служебный корпус                                                                                             | начало 1780-х                                                     | Большая Октябрьская ул., 65                                                                  | руины | 1995                   |                                                                                        |
| 7610041003                | * мануфактурный корпус (казармы) Архивная копия от 5 октября 2016 на Wayback Machine                           | 1740-е, 1760-е                                                    | Большая Октябрьская ул., 67а                                                                 | жилой дом | 1995                   |                                                                                        |
|                           | * кузница Архивная копия от 5 октября 2016 на Wayback Machine                                                  | 1840-е                                                            | Большая Октябрьская ул., 65                                                                  | административное здание | 1995                   |                                                                                        |
| 7610041004                | * Манеж Фанагорийского полка Архивная копия от 5 октября 2016 на Wayback Machine                               | 1840-е                                                            | Большая Октябрьская ул., 65                                                                  | утрачен? Архивная копия от 3 октября 2016 на Wayback Machine | 1995                   |                                                                                        |
| 7610042000                | Здание Ольгинского приюта                                                                                      | кон. XVIII в., 1899 г.                                            | Октября просп., 11                                                                           | жилой дом, магазины, офисы | 1995                   |                                                                                        |
| 7610043001 Викисклад      | Власьевская (Знаменская) башня                                                                                 | 1658-1669, 1884                                                   | Первомайская ул., 2а                                                                         | киноклуб, надвратная церковь — действующая | 1960                   |                                                                                        |
| 7610044000 Викисклад      | Гостиный двор                                                                                                  |                                                                   | Первомайская ул., 12, 10                                                                     | | 1960                   |                                                                                        |
| 7610044001                | * ротонда | 1813-1818, арх. П. Я. Паньков, 1835                               | Первомайская ул., 12                                                                         | магазины | 1960                   |                                                                                        |
| 7610044002                | * северный корпус                                                                                              | 1813-1818, арх. П. Я. Паньков, 1835, 1912                         | Первомайская ул., 10                                                                         | магазины | 1960                   |                                                                                        |
| 7610045000 Викисклад      | Церковь Михаила Архангела                                                                                      |                                                                   | Первомайская ул., 67                                                                         | Русская православная церковь (богослужения в приделе) | 1960                   |                                                                                        |
| 7610045002                | * церковь | 1657-1682                                                         | Первомайская ул., 67                                                                         | Русская православная церковь (богослужения в приделе) | 1960                   |                                                                                        |
| 7610046000 Викисклад      | Ансамбль Ярославской Большой мануфактуры (Полотняный двор Архивная копия от 5 октября 2016 на Wayback Machine) |                                                                   | Парковый проезд, 16, Петропавловский парк, 11, 25, 25а, 25б                                  | в руинах Архивная копия от 4 июля 2015 на Wayback Machine (до 2015 г. доступ в парк был перекрыт Архивная копия от 13 августа 2017 на Wayback Machine застройщиком)        | 1995                   |                                                                                        |
| 7610046001                | * Богадельня Корзинкина                                                                                        | 1880-е                                                            | Петропавловский парк, 25б                                                                    | в руинах Архивная копия от 4 июля 2015 на Wayback Machine (до 2015 г. доступ в парк был перекрыт Архивная копия от 13 августа 2017 на Wayback Machine застройщиком)        | 1995                   |                                                                                        |
| 7610046002                | * ворота Архивная копия от 5 октября 2016 на Wayback Machine                                                   | 1790-е                                                            | Петропавловский парк                                                                         | в руинах Архивная копия от 4 июля 2015 на Wayback Machine (до 2015 г. доступ в парк был перекрыт Архивная копия от 13 августа 2017 на Wayback Machine застройщиком)        | 1995                   |                                                                                        |
| 7610046003                | * дом владельца мануфактуры Архивная копия от 5 октября 2016 на Wayback Machine                                | 1-я пол. XVIII в., рубеж XIX—XX вв.                               | Петропавловский парк, 11                                                                     | в руинах Архивная копия от 4 июля 2015 на Wayback Machine (до 2015 г. доступ в парк был перекрыт Архивная копия от 13 августа 2017 на Wayback Machine застройщиком)        | 1995                   |                                                                                        |
| 7610046004                | * Петропавловский парк                                                                                         |                                                                   | Петропавловский парк                                                                         | в руинах Архивная копия от 4 июля 2015 на Wayback Machine (до 2015 г. доступ в парк был перекрыт Архивная копия от 13 августа 2017 на Wayback Machine застройщиком)        | 1995                   |                                                                                        |
| 7610046005                | * светлица (казармы для рабочих) Архивная копия от 5 октября 2016 на Wayback Machine                           | 1730-е, 1880-е                                                    | Парковый проезд, 16                                                                          | в руинах Архивная копия от 4 июля 2015 на Wayback Machine (до 2015 г. доступ в парк был перекрыт Архивная копия от 13 августа 2017 на Wayback Machine застройщиком)        | 1995                   |                                                                                        |
| 7610046006                | * сторожка Архивная копия от 5 октября 2016 на Wayback Machine                                                 | 1720-е — 1730-е                                                   | Петропавловский парк, 25                                                                     | в руинах Архивная копия от 4 июля 2015 на Wayback Machine (до 2015 г. доступ в парк был перекрыт Архивная копия от 13 августа 2017 на Wayback Machine застройщиком)        | 1995                   |                                                                                        |
| 7610046007 Викисклад      | * Церковь Петра и Павла                                                                                        | 1736-1744                                                         | Петропавловский парк, 25а                                                                    | действующий храм | 1960                   |                                                                                        |
| 7610047000 Викисклад      | Здание железнодорожного вокзала                                                                                | 1870 г., нач. XX в.                                               | Подвойского пл., 1                                                                           | вокзал Ярославль-Московский | 1995                   |                                                                                        |
| 7610048000 Викисклад      | Храмовый комплекс в Коровниках                                                                                 |                                                                   | Портовая наб., 2                                                                             | В распоряжении старообрядческой общины | 1960                   |                                                                                        |
| 7610048004                | * Церковь Иоанна Златоуста в Коровниках                                                                        | 1649-1654, 1690-е                                                 | Портовая наб., 2                                                                             | | 1960                   |                                                                                        |
| 7610048003                | * Владимирская церковь                                                                                         | 1669                                                              | Портовая наб., 2                                                                             | | 1960                   |                                                                                        |
| 7610048001                | * колокольня                                                                                                   | 1680-е                                                            | Портовая наб., 2                                                                             | | 1960                   |                                                                                        |
| 7610049000                | Дом Масленникова                                                                                               | сер. XVIII в., 1828 г.                                            | Малая Пролетарская ул., 29                                                                   | административное здание | 1995                   |                                                                                        |
| 7610050000 Викисклад      | Городской общественный дом (городская управа, мужская гимназия)                                                | 1780-e, 1820-е, 1880-е, 1910                                      | Революционная ул., 5, Челюскинцев пл., 11                                                    | Ярославская государственная медицинская академия | 1995                   |                                                                                        |
| 7610051000 Викисклад      | Спасские казармы (Дом губернатора, губернская гимназия)                                                        | 1793, 1886                                                        | Революционная ул., 11 / Андропова ул., 3                                                     | гарнизонный военный госпиталь | 1995                   |                                                                                        |
| 7610052000                | Дом Федосеева                                                                                                  | кон. XVIII в., 1860-е годы                                        | Республиканская ул., 35                                                                      | Росимущество, жилой дом | 1995                   |                                                                                        |
| 7610053000                | Усадьба Шишкина — Праведниковой                                                                                |                                                                   | Октября просп., 15а, 15 / Республиканская ул., 40                                            | учреждения | 1995                   |                                                                                        |
| 7610053001                | * главный дом                                                                                                  | кон. XVIII — нач. XIX вв.                                         | Октября просп., 15 / Республиканская ул., 40                                                 | учреждения | 1995                   |                                                                                        |
| 7610053002                | * флигель | сер. XIX в.                                                       | Октября просп., 15а                                                                          | учреждения | 1995                   |                                                                                        |
| 7610054000                | Усадьба Лопатиных (Совет попечительства бедных)                                                                |                                                                   | Республиканская ул., 49, 49а                                                                 | | 1995                   |                                                                                        |
| 7610054001                | * главное здание                                                                                               | 1858                                                              | Республиканская ул., 49                                                                      | Администрация Кировского района; в 2016 г. выставлено на аукцион | 1995                   |                                                                                        |
| 7610054002                | * флигель | кон. XVIII в., 1-я пол. XIX в.                                    | Республиканская ул., 49а                                                                     | офисы | 1995                   |                                                                                        |
| 7610055000 Викисклад      | Ансамбль епархиального Ионафановского женского училища                                                         |                                                                   | Республиканская ул., 108 / Салтыкова-Щедрина ул., 1                                          | Администрация и Физико-математический факультет Ярославского государственного педагогического университета им. К. Д. Ушинского                                             | 1995                   |                                                                                        |
| 7610055001                | * главный корпус                                                                                               | нач. XIX в., 1882—1883 гг., 1885 г.                               | Республиканская ул., 108 / Салтыкова-Щедрина ул., 1                                          | Администрация и Физико-математический факультет Ярославского государственного педагогического университета им. К. Д. Ушинского                                             | 1995                   |                                                                                        |
| 7610055002                | * северный корпус                                                                                              | 1909                                                              | Республиканская ул., 108 / Салтыкова-Щедрина ул., 1                                          | Администрация и Физико-математический факультет Ярославского государственного педагогического университета им. К. Д. Ушинского                                             | 1995                   |                                                                                        |
| 7610056000 Викисклад      | Церковь Владимирская на Божедомке                                                                              | 1678                                                              | Рыбинская ул., 44в                                                                           | Приход РПАЦ | 1960                   |                                                                                        |
| 7610057000                | Колокольня церкви Никиты Мученика                                                                              | кон. XVII — нач. XVIII вв.                                        | Салтыкова-Щедрина ул., 32 / Победы ул., 49                                                   | | 1960                   |                                                                                        |
| 7610058000                | Фабрика Колосова Архивная копия от 7 января 2016 на Wayback Machine                                            | 1750-е гг., 1-я пол. XIX в.                                       | Свободы ул., 32б                                                                             | хозяйственные помещения | 1995                   |                                                                                        |
| 7610059000 Викисклад      | храмовый комплекс                                                                                              |                                                                   | Свободы ул., 44, 44а                                                                         | |                        |                                                                                        |
| 7610059001                | * Церковь Вознесения Господня                                                                                  | 1677—1682                                                         | Свободы ул., 44а                                                                             | |                        |                                                                                        |
| 7610060000 Викисклад      | Комплекс Вознесенских казарм                                                                                   | 1750-е гг., XIX в., 1955 г.                                       | Свободы ул., 46                                                                              | Офисы и учреждения | 1995                   |                                                                                        |
| 7610061000                | Дом, где родился и жил певец Л. В. Собинов                                                                     | сер. XIX в.                                                       | Собинова ул., 25                                                                             | Мемориальный дом-музей Л. В. Собинова | 1960                   |                                                                                        |
| 7610062000 Викисклад      | Корпус подворья завода Оловянишникова                                                                          | кон. XVII в.                                                      | Собинова ул., 27д                                                                            | руинирован, пустует | 1995                   |                                                                                        |
| 7610063000                | Присутственные места                                                                                           |                                                                   | Советская пл., 5, 1 / Челюскинцев пл., 19                                                    | |                        |                                                                                        |
| 7610063001 Викисклад      | * северный корпус                                                                                              | 1781—1764, 1825, 1845, 1872                                       | Советская пл., 5                                                                             | Ярославская областная дума | 1960                   |                                                                                        |
| 7610063002                | * южный корпус                                                                                                 | 1785—1787                                                         | Советская пл., 1 / Челюскинцев пл., 19                                                       | Ярославская областная торгово-промышленная палата | 1974                   |                                                                                        |
| 7610064000                | Дом Сорокиной                                                                                                  | 1816 г., кон. XIX в.                                              | Советская пл., 2                                                                             | музей зарубежного искусства | 1960                   |                                                                                        |
| 7610065000 Викисклад      | Церковь Илии Пророка                                                                                           |                                                                   | Советская пл., 7                                                                             | Ярославский государственный историко-архитектурный и художественный музей-заповедник                                                                                       | 1960                   |                                                                                        |
| 7610065001                | церковь | 1647—1652 гг.                                                     | Советская пл., 7                                                                             | Ярославский государственный историко-архитектурный и художественный музей-заповедник                                                                                       | 1960                   |                                                                                        |
| 7610066000                | Усадьба Полушкина (Усадьба Колмогоровых)                                                                       | сер. XVIII — нач. XX вв.                                          | Советская ул., 3, 3а, 3б                                                                     | | 1995                   |                                                                                        |
| 7610066001                | * Главный дом                                                                                                  | 1-я треть XVIII в., нач. XX в.                                    | Советская ул., 3                                                                             | Департамент финансового контроля, областной избирком. | 1995                   |                                                                                        |
| 7610066002                | * западный флигель (конюшня)                                                                                   | 1896                                                              | Советская ул., 3б                                                                            | административное здание | 1995                   |                                                                                        |
| 7610066003                | * южный флигель (хозяйственный) с каретником                                                                   | 1896                                                              | Советская ул., 3а                                                                            | хозяйственный корпус | 1995                   |                                                                                        |
| 7610067000                | Дом Рыбникова Архивная копия от 8 марта 2014 на Wayback Machine                                                | сер. XVIII в.                                                     | Советская ул., 7б                                                                            | жилой дом |                        |                                                                                        |
| 7610068000                | Ансамбль Мариинской женской гимназии (перестроенный дом Мусиных-Пушкиных)                                      | 1786, 1872—1873, 1897, 1914                                       | Советская ул., 10                                                                            | Исторический факультет и Факультет социально-политических наук Ярославского государственного университета им. П. Г. Демидова; банк.                                        | 1995                   |                                                                                        |
| 7610069000 Викисклад      | Здание ярославских городских коммерческих училища и торговой школы                                             | 1914                                                              | Советская ул., 17                                                                            | центр внешкольной работы с детьми | 1995                   |                                                                                        |
| 7610070000                | Здание губернского дворянского собрания                                                                        | сер. XVIII в., сер. XIX в.                                        | Советская ул., 19; Первомайская ул., 11                                                      | Ярославский гарнизонный дом офицеров; кафе. В 1812 году здесь размещался штаб «Ярославской военной силы».                                                                  | 1995                   |                                                                                        |
| 7610071000 Викисклад      | Церковь Николы в Меленках                                                                                      | 1668-1672                                                         | Стачек ул., 58а                                                                              | действующий приходский храм | 1960                   |                                                                                        |
| 7610072000                | Дом Работнова                                                                                                  | кон. XVII в., 1-я пол. XIX в.                                     | Стрелецкая ул., 1                                                                            | хозяйственное помещение | 1995                   |                                                                                        |
| 7610074000                | Трактир «Пассаж»                                                                                               | 1790-е, 1820-е, нач. XX в.                                        | Некрасова ул., 1 / Ушинского ул., 2                                                          | офисы | 1960                   |                                                                                        |
| 7610075000 Викисклад      | Усадьба Лопатиных                                                                                              | 2-я пол. XIX — нач. XX вв.                                        | Ушинского ул., 4, 4в, 4г, 6                                                                  | | 1995                   |                                                                                        |
| 7610075001                | * главный дом                                                                                                  | кон. XVIII — нач. XIX вв.                                         | Ушинского ул., 4                                                                             | Судебный департамент Минюста | 1995                   |                                                                                        |
| 7610075002                | * восточный флигель                                                                                            | 1870-е                                                            | Ушинского ул., 4г                                                                            | жилой дом | 1995                   |                                                                                        |
| 7610075003                | * западный флигель                                                                                             | 1870-е                                                            | Ушинского ул., 4в                                                                            | жилой дом | 1995                   |                                                                                        |
| 7610075004                | * жилой дом | кон. XVIII — нач. XIX вв.                                         | Ушинского ул., 6                                                                             | административное здание (в 2010 г. надстроено с искажением пропорций) | 1995                   |                                                                                        |
| 7610076000                | Усадьба Вахрамеева                                                                                             |                                                                   | Ушинского ул., 16, 16а, 16б                                                                  | | 1960, 1995             |                                                                                        |
| 7610076001                | * жилой дом | 1912                                                              | Ушинского ул., 16                                                                            | Военкомат Кировского, Красноперекопского и Фрунзенского районов | 1960, 1995             |                                                                                        |
| 7610076002                | * ограда с воротами                                                                                            | XIX в.                                                            | Ушинского ул.                                                                                | административное здание | 1960, 1995             |                                                                                        |
| 7610076003                | * северный флигель                                                                                             | нач. XIX в.                                                       | Ушинского ул., 16б                                                                           | административное здание | 1960, 1995             |                                                                                        |
| 7610076004                | * южный флигель                                                                                                | нач. XIX в.                                                       | Ушинского ул., 16а                                                                           | административное здание | 1960, 1995             |                                                                                        |
| 7610077000                | Дом Чувалдиных, где жил К. Д. Ушинский                                                                         | кон. XVIII — 1-я треть XIX вв.                                    | Ушинского ул., 28, 30                                                                        | медицинское заведение | 1960                   |                                                                                        |
| 7610078000 Викисклад      | Дом Градусова                                                                                                  | 1903                                                              | Большая Фёдоровская ул., 27                                                                  | Ярославское художественное училище | 1995                   |                                                                                        |
| 7610079000                | Вино-водочный завод Пегова Архивная копия от 5 октября 2016 на Wayback Machine                                 | середина XVIII в.                                                 | Большая Фёдоровская ул., 44, лит. Т                                                          | производственное здание | 1960                   |                                                                                        |
| 7610080000                | храмовый комплекс                                                                                              |                                                                   | Большая Фёдоровская ул., 72, Малая Пролетарская ул., 59                                      | |                        |                                                                                        |
| 7610080001 Викисклад      | * Церковь Николы Пенского                                                                                      | 1689-1690, 1890                                                   | Малая Пролетарская ул., 59                                                                   | | 1960                   |                                                                                        |
| 7610080002 Викисклад      | * Фёдоровская церковь                                                                                          | 1682-1687, 1736, 1776                                             | Большая Фёдоровская ул., 72                                                                  | | 1960                   |                                                                                        |
| 7610081000                | храмовый комплекс                                                                                              |                                                                   | Чайковского ул., 1                                                                           | | 1960                   |                                                                                        |
| 7610081002 Викисклад      | * Церковь Николы Мокрого                                                                                       | 1665-1671, 1680-е, 1690-е                                         | Чайковского ул., 1                                                                           | | 1960                   |                                                                                        |
| 7610081003 Викисклад      | * Тихвинская церковь                                                                                           | 1686, 1694                                                        | Чайковского ул., 1                                                                           | | 1960                   |                                                                                        |
| 7610082000 Викисклад      | Дом Иванова | 2-я пол XVII в.                                                   | ул. Чайковского, 4                                                                           | | 1960                   |                                                                                        |
| 7610083000                | Александровский приют                                                                                          | 1780-е                                                            | Челюскинцев пл., 8                                                                           | жилой дом | 1995                   |                                                                                        |
| 7610084000                | Банковая контора                                                                                               | 1780-е                                                            | Челюскинцев пл., 10 / Революционная ул., 3                                                   | департамент по управлению государственным имуществом; управление по вопросам местного самоуправления; жилой дом                                                            | 1995                   |                                                                                        |
| 7610085000 Викисклад      | Усадьба Вахрамеева                                                                                             |                                                                   | Челюскинцев пл., 12 / Революционная ул., 4                                                   | Детская клиническая больница им. 8 марта; Ярославская духовная семинария.                                                                                                  |                        |                                                                                        |
| 7610085001                | * жилой дом | 1780-е, 1870-е                                                    | Челюскинцев пл., 12 / Революционная ул., 4                                                   | Детская клиническая больница им. 8 марта; Ярославская духовная семинария.                                                                                                  | 1960, 1995             |                                                                                        |
| 7610085002                | * флигель | нач. XIX в., кон. XIX в.                                          | Челюскинцев пл., 12 / Революционная ул., 4                                                   | Детская клиническая больница им. 8 марта; Ярославская духовная семинария.                                                                                                  | 1995                   |                                                                                        |
| 7610086000 Викисклад      | Усадьба Матвеевских                                                                                            |                                                                   | Челюскинцев пл., 16, 16а, Советский пер., 5                                                  | | 1960                   |                                                                                        |
| 7610086001                | * жилой дом | 1801-1804                                                         | Челюскинцев пл., 16а                                                                         | офисы | 1960                   |                                                                                        |
| 7610086002                | * северный флигель                                                                                             | 1790-е — 1804                                                     | Советский пер., 5                                                                            | жилой дом | 1960                   |                                                                                        |
| 7610086003                | * южный флигель                                                                                                | 1804, 1830-е                                                      | Челюскинцев пл., 16, лит. А, А1, А2, А3                                                      | жилой дом | 1960                   |                                                                                        |
| 7610087000 Викисклад      | Афанасьевский монастырь                                                                                        |                                                                   |                                                                                              | действующий монастырь | 1960                   | Дореволюционное фото                                                                   |
| 7610087003                | * Церковь Афанасия и Кирилла                                                                                   | 1664, 1676, XIX в.                                                | Челюскинцев пл., 17                                                                          | действующий монастырь | 1960                   |                                                                                        |
| 7610073000 Викисклад      | Толгский монастырь                                                                                             |                                                                   | посёлок Толга                                                                                | действующий монастырь Ярославской и Ростовской епархии | 1960                   |                                                                                        |
| 7610073001                | * Спасские кельи                                                                                               | кон. XVII в.                                                      | литер Л                                                                                      | действующий монастырь Ярославской и Ростовской епархии | 1960                   |                                                                                        |
| 7610073002                | * колокольня                                                                                                   | 1683-1685, 1826, арх. П. Я. Паньков                               | литер А-Р                                                                                    | действующий монастырь Ярославской и Ростовской епархии | 1960                   |                                                                                        |
| 7610073003                | * корпус у восточных ворот                                                                                     | кон. XVII в., XVIII в.                                            | литер М                                                                                      | действующий монастырь Ярославской и Ростовской епархии | 1960                   |                                                                                        |
| 7610073004                | * Крестовоздвиженский корпус                                                                                   | 1886                                                              | литер О                                                                                      | действующий монастырь Ярославской и Ростовской епархии | 1960                   |                                                                                        |
| 7610073005                | * ограда сада                                                                                                  | XVIII в.                                                          | литер Г32                                                                                    | действующий монастырь Ярославской и Ростовской епархии | 1960                   |                                                                                        |
| 7610073006                | * Никольский корпус                                                                                            | 1670-е — 1680-е                                                   | литер В                                                                                      | действующий монастырь Ярославской и Ростовской епархии | 1960                   |                                                                                        |
| 7610073007 Викисклад      | * сад | XVI—XVII вв.                                                      |                                                                                              | действующий монастырь Ярославской и Ростовской епархии | 1960                   |                                                                                        |
| 7610073008                | * хозяйственная постройка у западной воротной башни                                                            | XIX в.                                                            | литер Ф                                                                                      | действующий монастырь Ярославской и Ростовской епархии | 1960                   |                                                                                        |
| 7610073009                | * просфорня (настоятельский корпус)                                                                            | 1887                                                              | литер Т                                                                                      | действующий монастырь Ярославской и Ростовской епархии | 1960                   |                                                                                        |
| 7610073010                | * Святые ворота с церковью Николая Чудотворца                                                                  | кон. XVII в., XVIII в.                                            | литер А-С                                                                                    | действующий монастырь Ярославской и Ростовской епархии | 1960                   |                                                                                        |
| 7610073011 Викисклад      | * Введенский собор                                                                                             | 1681-1683                                                         | литер А                                                                                      | действующий монастырь Ярославской и Ростовской епархии | 1960                   |                                                                                        |
| 7610073012                | * стены | XVII — XIX вв.                                                    | литер Г31                                                                                    | действующий монастырь Ярославской и Ростовской епархии | 1960                   |                                                                                        |
| 7600000062                | * восточная воротная башня                                                                                     | XVII в.                                                           | литер Н                                                                                      | действующий монастырь Ярославской и Ростовской епархии | 1960                   |                                                                                        |
| 7600000064                | * западная башня                                                                                               | XVII в.                                                           | литер Г                                                                                      | действующий монастырь Ярославской и Ростовской епархии | 1960                   |                                                                                        |
| 7600000089                | * западная воротная башня                                                                                      | XVII в.                                                           | литер У                                                                                      | действующий монастырь Ярославской и Ростовской епархии | 1960                   |                                                                                        |
| 7600000109                | * юго-восточная садовая башня                                                                                  | XVII в.                                                           | литер Ч                                                                                      | действующий монастырь Ярославской и Ростовской епархии | 1960                   |                                                                                        |
| 7600000110                | * юго-западная садовая башня                                                                                   | XVII в.                                                           | литер Ц                                                                                      | действующий монастырь Ярославской и Ростовской епархии | 1960                   |                                                                                        |
| 7600000132                | * северная башня Святых ворот                                                                                  | XVII в.                                                           | литер А-Т                                                                                    | действующий монастырь Ярославской и Ростовской епархии | 1960                   |                                                                                        |
| 7600000140                | * южная башня Святых ворот                                                                                     | XVII в.                                                           | литер А-У                                                                                    | действующий монастырь Ярославской и Ростовской епархии | 1960                   |                                                                                        |
| 7600000239                | * северная воротная башня                                                                                      | XVII в.                                                           | литер Ж                                                                                      | действующий монастырь Ярославской и Ростовской епархии | 1960                   |                                                                                        |
| 7600000282                | * северо-восточная башня                                                                                       | XVII в.                                                           | литер И                                                                                      | действующий монастырь Ярославской и Ростовской епархии | 1960                   |                                                                                        |
| 7600000283                | * северо-западная башня                                                                                        | XVII в.                                                           | литер Е                                                                                      | действующий монастырь Ярославской и Ростовской епархии | 1960                   |                                                                                        |
| 7600000284                | * юго-западная башня                                                                                           | XVII в.                                                           | литер С                                                                                      | действующий монастырь Ярославской и Ростовской епархии | 1960                   |                                                                                        |
| 7600000285                | * южная воротная башня                                                                                         | XIX в.                                                            | литер Г13                                                                                    | действующий монастырь Ярославской и Ростовской епархии | 1960                   |                                                                                        |
| 7610073013 Викисклад      | * Крестовоздвиженская церковь                                                                                  | 1620-е гг., 1838 г., 1993 г.                                      | литер Б                                                                                      | действующий монастырь Ярославской и Ростовской епархии | 1960                   |                                                                                        |
| 7610073014                | * Толгский монастырь#Церковь Спаса Нерукотворного с больничными палатами                                       | нач. XVIII в.                                                     | литер З                                                                                      | действующий монастырь Ярославской и Ростовской епархии | 1960                   |                                                                                        |
| 7610073015                | * часовня | 1893                                                              | литер К                                                                                      | действующий монастырь Ярославской и Ростовской епархии | 1960                   |                                                                                        |

## Ранее входили
Исключены из числа памятников федерального значения Указом Президента РФ от 05.05.1997 N 452:
| Код                  | Объект                                             | Дата постройки  | Адрес                                             | Чем занят                                                       | Год включения в реестр и современный статус | Изображение |
| -------------------- | -------------------------------------------------- | --------------- | ------------------------------------------------- | --------------------------------------------------------------- | ------------------------------------------- | ----------- |
| 7600034000           | Пожарное депо                                      | нач. XX в.      | Ярославль, Авиаторов просп., 15                   | магазин                                                         | 1995, региональный                          |             |
| 7600063000 Викисклад | Дом Кузнецова                                      | 1893 г.         | Волжская наб., 17/1                               | Музей истории города Ярославля                                  | 1995, региональный                          |             |
| 7600000174           | Дом Мишинникова                                    | кон. XIX в.     | Депутатская ул., 15 / Первомайская ул., 43        | Ярославский государственный театральный институт; магазины; бар | 1995, региональный                          |             |
| 7600117000           | Дом жилой                                          | сер. XVIII в.   | Ярославль, Малая Пролетарская ул., 27             |                                                                 | 1995, утрачен?                              |             |
| 7600000182           | Здание женской гимназии П. Д. Антиповой            | нач. XX в.      | Ярославль, Революционная ул., 7                   | административное здание                                         | 1995, региональный                          |             |
| 7600160000           | Дом Смолина                                        | сер. XIX в.     | Ярославль, Революционная ул., 9, Андропова ул., 4 | департамент культуры, комитет по туризму                        | 1995, региональный                          |             |
| 7600000186 Викисклад | Дом с лавками Крохоняткиных                        | 1890-е гг.      | Ярославль, Революционная ул., 13                  | организация военных охотников и рыболовов                       | 1995, региональный                          |             |
| 7600200000 Викисклад | Дом Бухарина                                       | 2-я пол. XIX в. | Советская ул., 7                                  | Департамент образования Ярославской области                     | 1995, региональный                          |             |
| 7600212000           | Клуб Ярославского паровозоремонтного завода        | 1930-е, 1953    | Ярославль, Суздальское шоссе, 1 (3)               | ДК «Магистраль» (ДК ЯЭРЗ)                                       | 1995, региональный                          |             |
| 7600227000           | Ярославское отделение Государственного банка       | кон. XIX в.     | Трефолева ул., 9                                  | налоговая инспекция                                             | 1995, региональный                          |             |
| 7600026000 Викисклад | Дом, в котором жил в 1912-1914 гг. Богданович М.А. | кон. XIX в.     | ул. Чайковского, 21                               | Мемориальный дом-музей М. Богдановича                           | 1995, региональный                          |             |